# Adrien Mattenet
Adrien Mattenet est un pongiste français né le 15 octobre 1987 à Eaubonne. Il devient champion de France en simple en 2015 en s'imposant face à Stéphane Ouaiche, dont il est le coéquipier en club depuis la saison 2016-2017.
Dix-neuvième au classement mondial de janvier 2011, il est le premier joueur français à entrer dans les vingt meilleurs depuis quinze ans (en août 2001, Christophe Legoût était n° 20).

## Carrière sportive
En 2005, il remporte le titre de champion de France juniors à Angoulême en simple face à Emmanuel Lebesson. Il remporte aussi le titre en double junior garçon avec Admir Duranspahic (licencié à l'époque à Angoulême TTGF).
Fin 2008, Adrien Mattenet est sélectionné pour la grande finale du Pro Tour des moins de 21 ans à Macao. Il bénéficie notamment du forfait du Japonais Kenta Matsudaira.
Associé en double à Emmanuel Lebesson, il remporte avec lui les championnats de France de double homme.
En 2009, lors des championnats de France de Dreux, il est éliminé en 1/8e de finale par Brice Ollivier. Il remporte malgré tout la médaille d'or par équipes, associé à Emmanuel Lebesson, lors des Jeux méditerranéens à Pescara (Italie).
Du 23 au 30 mai 2010, il participe au championnat du monde par équipes à Moscou. Entouré de Christophe Legout, Abdel-Kader Salifou, Emmanuel Lebesson et Simon Gauzy, la France termine 19e de cette compétition et se maintient dans l'élite mondiale. Adrien Mattenet aura lors de cette compétition fait douter le numéro 1 mondial Ma Long avant de finalement s'incliner 3/1.
Il fait partie (avec Emmanuel Lebesson et Christophe Legoût) de l'équipe de France qui monte sur le podium européen lors des Championnats d'Europe 2010 à Ostrava.
Démarrant sa carrière dans le club du Beauchamp CTT avec sa sœur Audrey Mattenet, il évolue depuis la saison 2009-2010 dans le club de l'AS Pontoise-Cergy TT, en Championnat de France Pro A.
Le 11 mai 2011, il est le premier sportif français à se qualifier pour les Jeux olympiques 2012 en battant le Singapourien Gao Ning en 16e de finale des Championnats du monde. Le 12 mai 2011, il est éliminé en 8e de finale par le Japonais Jun Mizutani.
Adrien Mattenet remporte le titre de champion de France 2011 en double, décroché avec Emmanuel Lebesson. Il échoue en demi-finale en simple face à Sébastien Jover.
En juillet 2011, Adrien Mattenet est classé 24e joueur mondial (premier Français au classement mondial) ; il est classé n°6 en France.
Lors des championnats d'Europe 2011, il s'incline pour la deuxième année consécutive en quart de finale contre l'Allemand Timo Boll no 4 mondial sur le score de 4/0.
Lors de la Coupe du monde de tennis de table se déroulant à Paris du 11 au 13 novembre 2011, il parvient à battre, dans une poule très relevée, Vladimir Samsonov (numéro 9 mondial), un joueur du top 10 mondial pour la première victoire de sa carrière, puis Chuan Chih-Yuan (numéro 11 mondial). Il échoue cependant en quart de finale face au Chinois Zhang Jike (numéro 3 mondial), futur vainqueur du tournoi.
Tête de série n°14 du tournoi olympique des JO 2012, il est éliminé pour son entrée en lice face à l'Autrichien d'origine chinoise Weixing Chen (11-3, 16-14, 11-6, 11-9) au troisième tour de la compétition.
Depuis sa désillusion des JO 2012, Adrien décide d'explorer le championnat allemand avec le club de Pluderhansen et Sarrebruck. Mais il est descendu à la 54e place mondiale en février 2014. 
En mars 2014, il est éliminé des Championnats de France seniors par le jeune Stéphane Ouaiche, futur vainqueur de la compétition. 
Malgré ses difficultés à briller sur la scène internationale depuis ces 3 dernières années, il reste un pongiste référent et bien souvent le premier choix lorsque l'on évoque les actuels français pouvant évoluer en haut niveau international. C'est donc ainsi qu'il participe en mai 2014 aux Championnats du Monde par équipes de Tokyo avec Emmanuel Lebesson, Simon Gauzy, Stéphane Ouaiche et Tristan Flore, où la France décrochera la 13e place. 
Il est également retenu pour participer aux Championnats d'Europe par équipes 2014, qui se sont déroulés en octobre 2014 à Lisbonne, avec Emmanuel Lebesson, Simon Gauzy, Stéphane Ouaiche et Abdel-Kader Salifou. 
Egalement, fait notable, notamment grâce à une 4e place obtenue en février 2014 lors de la DHS Cup à Lausanne, il est compté parmi les 20 joueurs invités à participer à la Coupe du Monde 2014 à Düsseldorf. 
Bien qu'étant redescendu à la 59e place du classement mondial en septembre 2014, il reste pour le moment toujours le pongiste français n°1 en termes de classement sur la scène internationale (bien que Simon Gauzy, n°65 soit pressenti pour lui succéder).
Il remporte son premier titre de champion de France en simple lors des championnats de France 2015 à Orchies, après une finale très disputée contre Stéphane Ouaiche le tenant du titre. Il est médaillé d'argent par équipes lors de la première édition des jeux européens en juin 2015.

## Parcours en club
- Beauchamp CTT (Pro B)
- AS Pontoise-Cergy TT entre 2009-2012
- Plüderhausen (Bundesliga) entre 2012 et 2014
- FC Sarrebruck à partir de 2014
- PPC Villeneuve à partir de 2016[6].
- BCL OISE TT à partir de 2022